# Konzola (architektura)

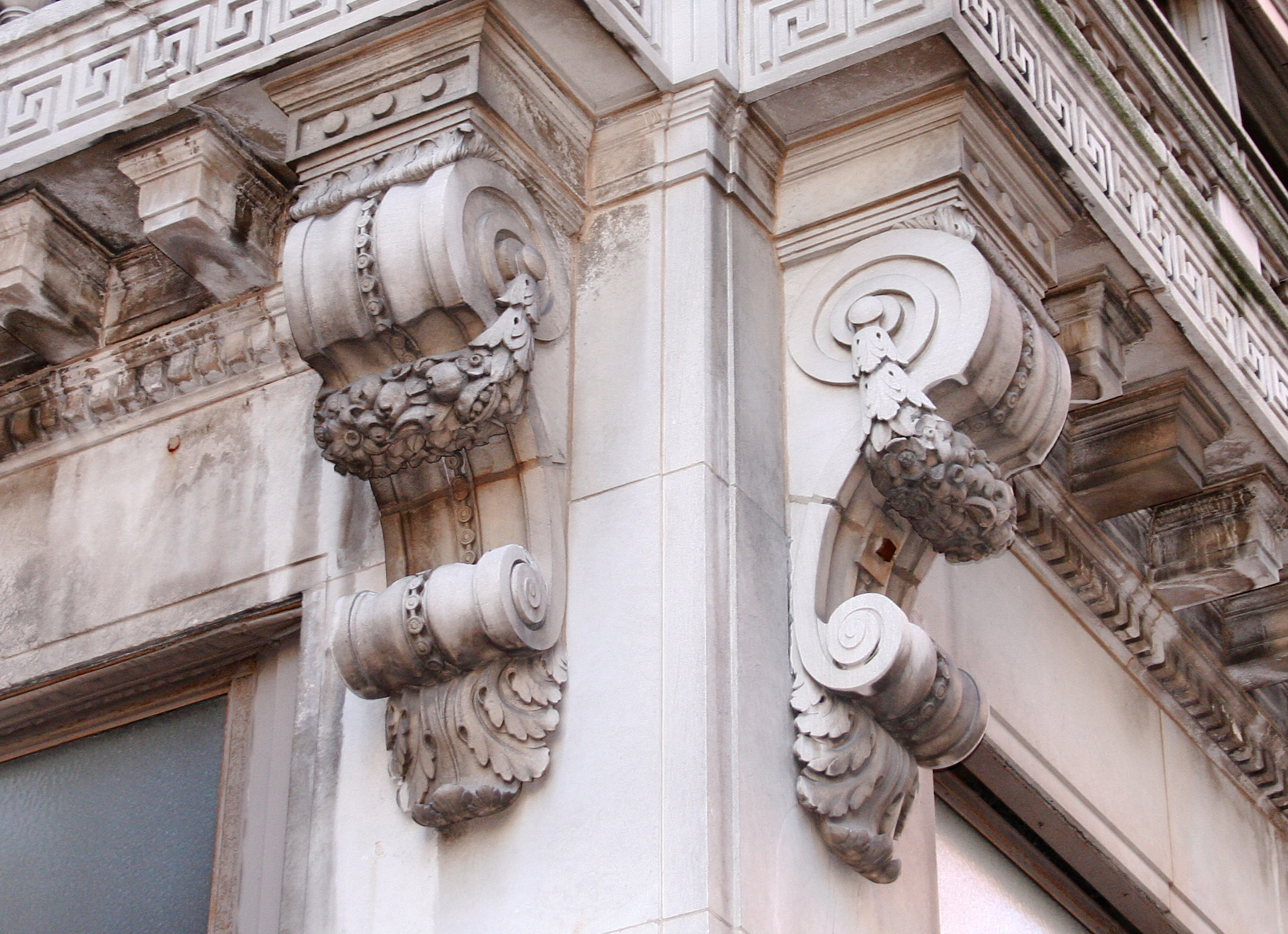
Neoklasicistní konzola tvořená vztyčenou volutou

Konzola neboli ankona je nosný článek vystupující ze zdi a nesoucí klenební žebro, případně římsu, arkýř, balkon,
pavlač, sochu apod., někdy jen v podobě výstupku ze zdi.

## Historie
Ve starší architektuře jsou konzoly kamenné a často bohatě zdobené geometrickými, listovými i figurálními motivy. Od 17. století mohou být i cihlové a štukové nebo sádrové, které pak ovšem mají jen dekorativní význam.
V architektuře středověkých hradů se rozměrnější nezdobená konzola nazývá krakorec.

## Galerie

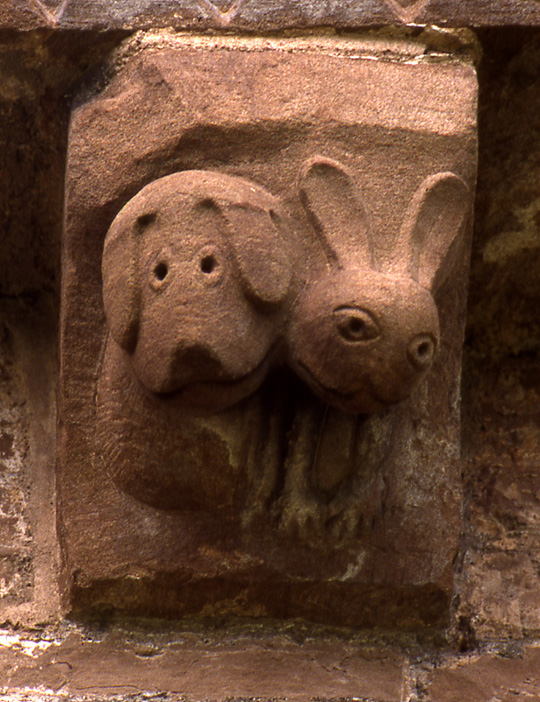
Pes a zajíc na konzole kostela v Kilpecku (Anglie, 12. stol.)
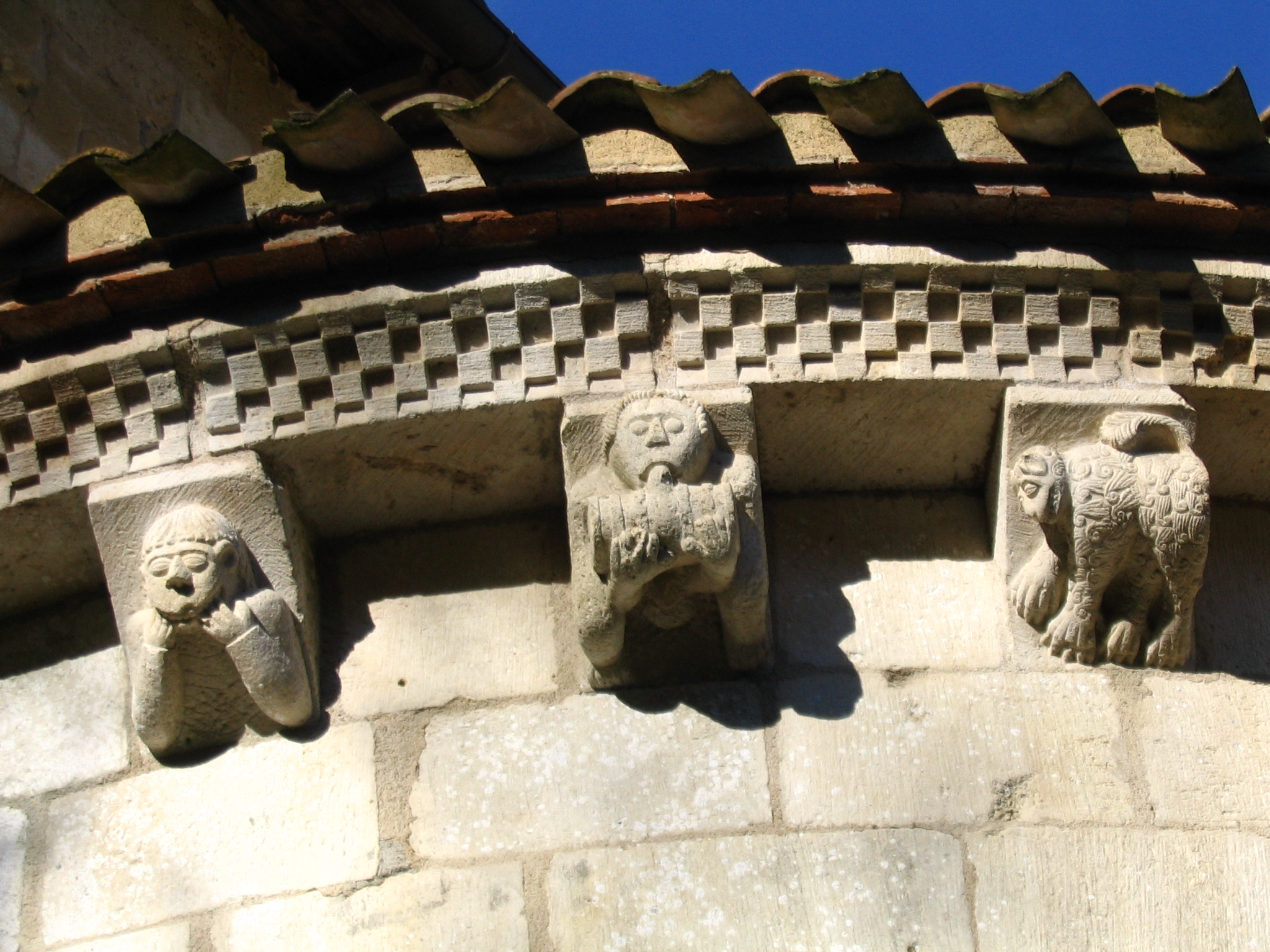
Konzolová římsa v Arthous (Francie, 12. stol.)
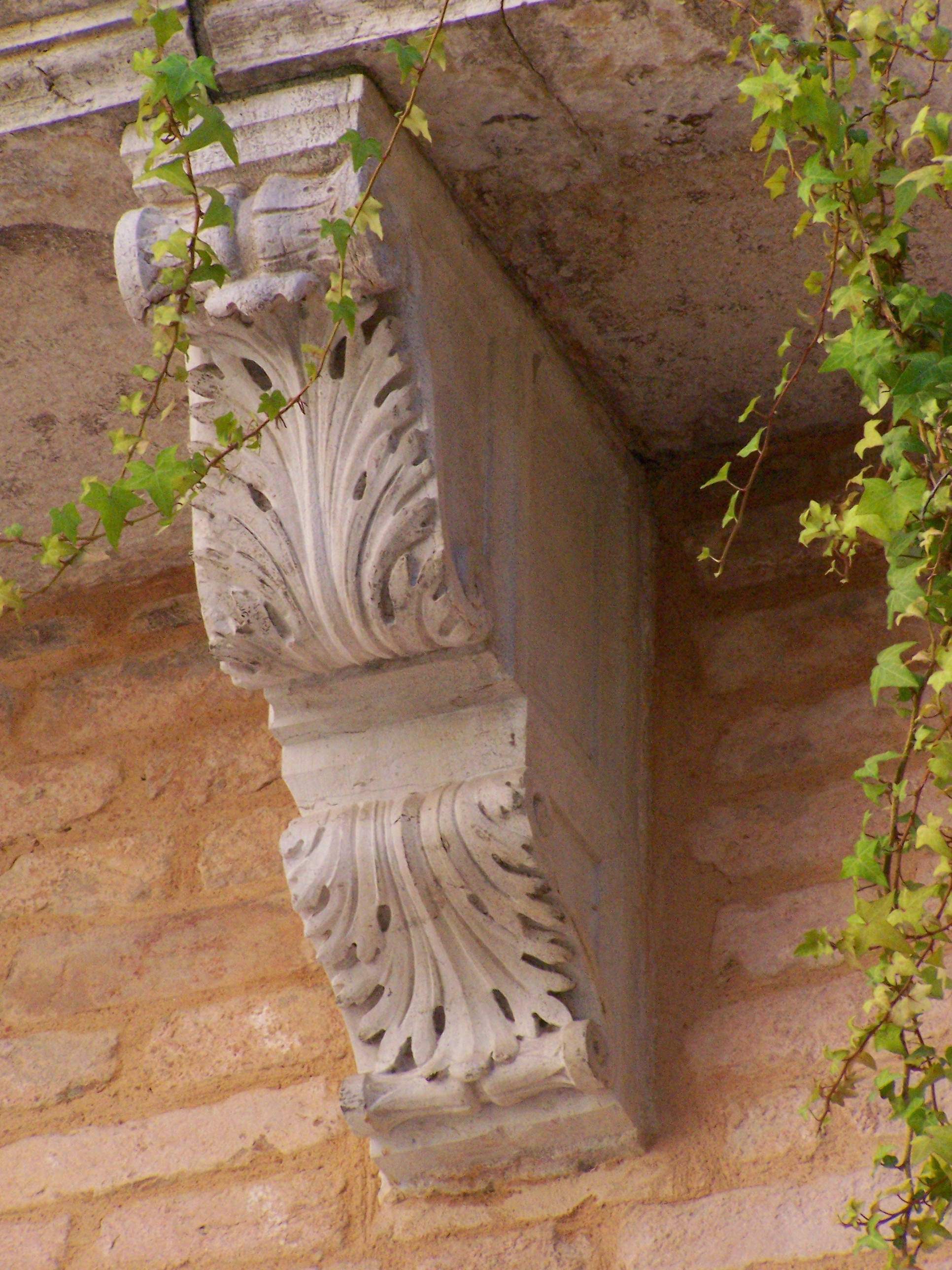
Renesanční konzola v Benátkách
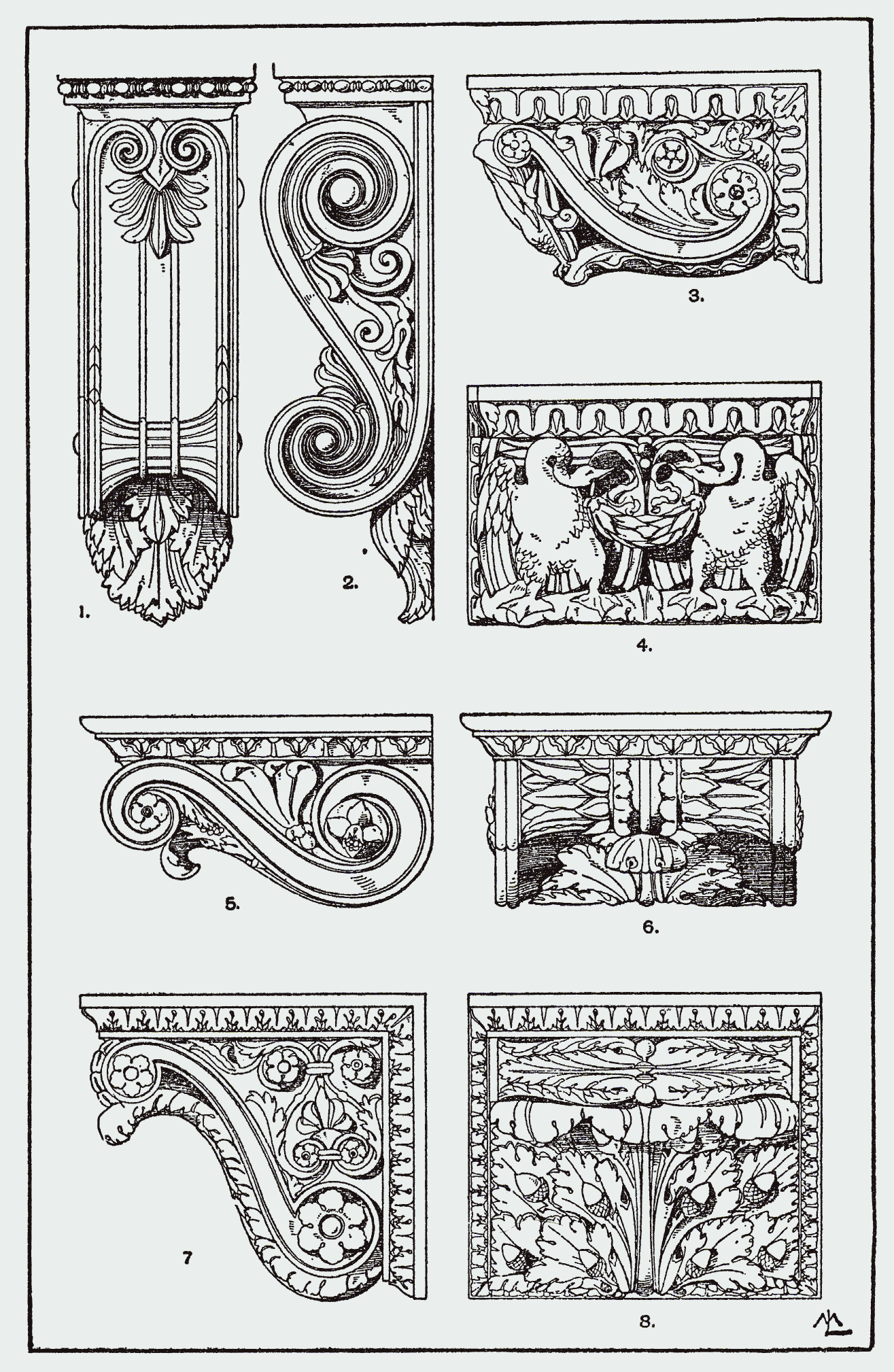
Neoklasicistní konzoly